# Аделхайд фон Вианден (1207)
Вижте пояснителната страница за други личности с името Аделхайд фон Вианден.
Аделхайд фон Вианден (на немски: Adelheid von Vianden; † 1207) е графиня от Вианден и чрез женитба графиня на Молбах/Маубах (днес част от Кройцау).

## Живот
Дъщеря е на граф Фридрих I фон Вианден († сл. 1156), фогт на манастир Прюм, и съпругата му.
Аделхайд се омъжва за граф Алберт фон Молбах († 21 май 1177), граф на Зафенберг, Норвених, син на граф Адалберт фон Зафенберг, Бон-Норвених († сл. 1149) и съпругата му Аделхайд фон Куик († сл. 1131).
Алберт фон Норвених строи замъка Молбах, наречен на близкия поток Молбах, и от 1152 г. се нарича на него фон Молбах.
През 1190 г. Аделхайд графиня фон Молбах основава с брат си Герхард фон Вианден, абат на манастира Прюм, бенедиктинския женски манастир Нидерпрюм на територия на графство Вианден и манастир Прюм. Други членове на графската фамилия, между тях Елизабет графиня фон Салм и Алверанда графиня фон Молбах, подаряват през следващите години земя на манастира. Герхард става фогт на Нидерпрюм.
Аделхайд е погребана в Нидерпрюм.

## Деца
Аделхайд фон Вианден и граф Алберт фон Молбах имат децата:
- София фон Норвених († ок. 1185), омъжена между 2 февруари 1171 и 1172 г. за Готфрид фон Хайнсберг († 1190), син на граф Госвин II фон Хайнсберг-Фалкенбург († 1167/1170) и Аделхайд фон Зомершенбург († пр. 1180)
- Алверадис (Алваридис) фон Зафенберг († 1221), наследничка на Молбах (Маубах), омъжена I. пр. 24 май 1177 г. за граф Вилхелм II фон Юлих 'Велики' († 1207), II. между 1208 и 1210 г. за Ото II, господар на Викрат († сл. 1245)